# Graukogel
Graukogel är ett berg i Österrike.   Det ligger i distriktet Sankt Johann im Pongau och förbundslandet Salzburg, i den centrala delen av landet, 270 km sydväst om huvudstaden Wien. Toppen på Graukogel är 2 492 meter över havet.
Terrängen runt Graukogel är huvudsakligen bergig. Närmaste större samhälle är Bad Gastein, 3,0 km nordväst om Graukogel. 
Trakten runt Graukogel består i huvudsak av gräsmarker. Runt Graukogel är det ganska glesbefolkat, med 29 invånare per kvadratkilometer.